# Angressa
Angressa (en francès Angresse) és un municipi francès situat al departament de les Landes i a la regió de la Nova Aquitània.

## Demografia
| 1962                                       | 1968 | 1975 | 1982 | 1990 | 1999  | 2007  |
| ------------------------------------------ | ---- | ---- | ---- | ---- | ----- | ----- |
| 348                                        | 388  | 492  | 653  | 877  | 1.093 | 1.383 |
| Des de 1962: població sense dobles comptes |      |      |      |      |       |       |

## Administració
| Període | Identitat                     | Partit |
| ------- | ----------------------------- | ------ |
| 2001-   | Marie-Hélène Forcans-Gaujaucq |        |